# سارچدو
سارچدو (به ایتالیایی: Sarcedo) یک کومونه در ایتالیا است که در استان ویچنزا واقع شده‌است. سارچدو ۱۳٫۷۶ کیلومتر مربع مساحت و ۵٬۳۲۷ نفر جمعیت دارد و ۱۵۷ متر بالاتر از سطح دریا واقع شده‌است.